# Карпенко Микола Петрович
Мико́ла Петро́вич Карпе́нко (нар. 20 липня 1942, село Кочерів, тепер Радомишльського району Житомирської області) — український радянський діяч, машиніст екскаватора будівельно-монтажного управління тресту «Будмеханізація» Головкиївміськбуду. Депутат Верховної Ради УРСР 9—10-го скликань.

## Біографія
Освіта середня. Закінчив технічне училище.
З 1960 року — машиніст екскаватора спеціалізованого будівельно-монтажного управління № 2 тресту «Будмеханізація» Головкиївміськбуду міста Києва.
У 1961—1964 роках — служба в Радянській армії.
З 1964 року — машиніст екскаватора спеціалізованого будівельно-монтажного управління № 2 тресту «Будмеханізація» імені 60-річчя Великої Жовтневої соціалістичної революції Головкиївміськбуду міста Києва.
Потім — на пенсії в місті Києві.

## Нагороди
- ордени
- медалі